# Liste d'auteurs dominicains contemporains
Cette liste regroupe des auteurs dominicains des XXe et XXIe siècles, spécialisés dans le domaine de la théologie, de la philosophie, des études bibliques ou de l'archéologie, ainsi que leurs principales œuvres.

## Autriche
- Christoph Schönborn (né en 1945), cardinal. Professeur de dogmatique et de théologie chrétienne orientale, maître d'œuvre du Catéchisme de l'Église catholique.

## Belgique
- Pierre Mandonnet
- Edward Schillebeeckx

## France
- Dominique Barthélemy (bibliste)
- Serge de Beaurecueil
- Camille de Belloy (théologien, philosophe)
- Marie-Émile Boismard
- Jean Bottéro (assyriologue)
- Humbert Boüessé
- Bernard Bro
- Raymond Léopold Bruckberger (écrivain, cinéaste)
- Ambroise-Marie Carré (théologien, prédicateur)
- Marie-Dominique Chenu (théologien)
- Yves Congar (théologien)
- Louis-Marie Dewailly[1]
- André-Marie Dubarle
- Dominique Dubarle
- André-Jean Festugière (philologue, historien de la philosophie, patristicien)
- Réginald Garrigou-Lagrange (théologien)
- Claude Geffré
- Michel-Louis Guérard des Lauriers (théologien)
- Pierre-Marie Gy (théologien, liturgiste)
- Jacques Jomier (islamologue)
- Jean-Pierre Jossua
- Marie-Joseph Lagrange
- Marie-Joseph Le Guillou
- Jean-Michel Maldamé
- Jean de Menasce
- Marie-Dominique Molinié
- Étienne Nodet
- Marie-Dominique Philippe
- Henri Dominique Saffrey
- Antonin-Gilbert Sertillanges (philosophe, spécialiste du thomisme)
- Jean-Pierre Torrell
- Serge Tyvaert
- Roland de Vaux (archéologue, bibliste)

## Pérou
- Gustavo Gutiérrez Merino

## Pologne
- Andrzej Bujnowski (compositeur fondateur en 1994 du groupe musical Deus Meus (en)),
- Tomasz Dostatni (pl) (philosophe, traducteur et éditeur),
- Tomasz Gałuszka (pl) (médiéviste),
- Jan Góra (théologien et organisateur de pèlerinages),
- Paweł Gużyński (théologien et liturgiste parfois contestataire),
- Konrad Hejmo (pl) (aumônier universitaire, collaborateurs de nombreux organes de presse en Pologne et en Italie),
- Jan Andrzej Kłoczowski (pl) (philosophe et théologien),
- Jarosław Kupczak (pl) (théologien),
- Jacek Salij (pl) (théologien),
- Piotr Skonieczny (pl) (spécialiste en droit canon),
- Adam Szustak (aumônier universitaire et youtubeur),
- Ludwik Wiśniewski (aumônier universitaire, ancien militant de l'opposition anticommuniste),
- Maciej Zięba (pl) (philosophe).

## Suisse
- Charles Morerod

## Tchéquie et Slovaquie
- Silvestr Braito (cs) (1898 – 1962) (théologien, poète, critique littéraire, chroniqueur, traducteur, fondateur et rédacteur en chef de la revue philosophique et théologique Na hlubinu (cs)).
- Dominik Duka (né en 1943) (cardinal, théologien et bibliste)
- Metoděj Habáň (cs) (1899 – 1984) (philosophe et théologien, traducteur de Thomas d'Aquin)